# Mongolia en los Juegos Olímpicos de Milán-Cortina d'Ampezzo 2026
Mongolia participará en los Juegos Olímpicos de Milán-Cortina d'Ampezzo 2026. El responsable del equipo olímpico es el Comité Olímpico Nacional de Mongolia, así como las federaciones deportivas nacionales de cada deporte con participación.